# Шангода
Шангода — село в Гунибском районе Дагестана. Административный центр сельского поселения Сельсовет Шангодинский.

## География
Расположено в 16 км к юго-востоку от районного центра с. Гуниб, на реке Кунех.

## Население
| 1869 | 1888 | 1895 | 1926 | 1939 | 1970 | 1989 |
| ---- | ---- | ---- | ---- | ---- | ---- | ---- |
| 229  | ↘187 | ↘185 | ↘175 | ↗216 | ↗267 | ↘204 |
| 2002 | 2010 | 2021 |      |      |      |      |
| ↗375 | ↗517 | ↗584 |      |      |      |      |